# 延濟旭
延濟旭（韓語：연제욱，1987年7月1日—），韓國男演員。

## 影視作品

### 電視劇
- 2005年：KBS《玉琳的成長日記2》
- 2009年：KBS《熱血生意人》
- 2012年：MBN《樹木葬》飾演 韓基
- 2013年：KBS《Drama Special－天狼星》
- 2013年：tvN《Nine：九回時間旅行》飾演 金範錫
- 2013年：SBS《案件編號113》
- 2014年：OCN《能看見鬼的警察處容》飾演 李鍾賢
- 2014年：SBS《神的禮物－14天》飾演 王秉太
- 2014年：KBS《一片丹心蒲公英》飾演 宋秀哲
- 2015年：OCN《能看見鬼的警察處容2》飾演 李鍾賢
- 2016年：KBS《Beautiful Mind》飾演 宋基浩
- 2017年：MBC《Missing9》飾演 申宰賢
- 2017年：tvN《Black》飾演 李秉泰
- 2018年：OCN《Voice2》飾演 廉基泰
- 2018年：OCN《Player》飾演 楊泰
- 2018年：OCN《Priest》飾演 徐在文
- 2020年：JTBC《Run On》飾演 鄭智賢
- 2023年：ENA《能成為陌生人嗎》飾演 沈載赫
- 2023年：Disney+《非法正義》飾演 徐斗曄
- 2023年：Netflix《京城怪物》饰演 李仁赫
- 2025年：MBC《勞務師盧武鎮》饰演 李在晟

### 電影
- 2006年：《黑幫高中》
- 2007年：《背後靈》
- 2008年：《人民公敵3》
- 2009年：《飛翔》
- 2013年：《男女本色》
- 2014年：《人間中毒》
- 2018年：《致命目擊》
- 2019年：《愉悅的音樂專輯》飾演 奇石
- 2019年：《天衣無縫的她（朝鲜语：감쪽같은 그녀）》飾演 成年吳嵐
- 2021年：《徐福》饰演 许科长
- 2023年：《雉岳山》

### MV
- 2009年：徐英恩《思念留下的樹》（與徐玄振）

## 外部連結
- NAVER搜索